# Carl Eric Stenvik
Carl Eric Stenvik, född 28 september 1777, var en svensk pukslagare vid Kungliga hovkapellet.

## Biografi
Carl Eric Stenvik föddes 28 september 1777. Han var 1805 kopist vid kammarrätten. 1810 arbetade han som kanslist och 1812 som registrator. Stenvik var 1814 notarie och vice advokatfiskal. Han anställdes 1 juli 1815 som pukslagare vid Kungliga hovkapellet i Stockholm och slutade där 1 juli 1820. Han gifte sig 18 juni 1822 i Stockholm med Gustava Elisabeth Strömberg (född 1805). De fick tillsammans barnen Carl Theodor Knut (född 1822), Bernhard August (född 1827), Gustava Carolina (född 1827), Aurora Elisabeth (född 1834) och Victor (född 1835).